# Antal Szabó
Antal Szabó, auch Antal Steinbach (* 4. September 1910 in Soroksár, heute zu Budapest; † 21. April 1958 in Nürtingen, Deutschland), war ein ungarischer Fußball-Tormann, der in den 1930er-Jahren zweimal mit dem Hungária FC ungarischer Meister und mit der Nationalmannschaft 1938 Vizeweltmeister wurde.

## Vereinskarriere
Der für einen Tormann eher kleingewachsene Szabó spielte zunächst für den Soroksári AC, bevor er 1931 zur Hungária wechselte. Dort entwickelte er sich zu einem der stärksten ungarischen Schlussmänner seiner Generation, der seinen körperlichen Nachteil durch hervorragende Reflexe ausglich und mit seinem Spielstil, die Abwehr vor sich zu organisieren, seiner Zeit voraus war. Gleichzeitig unterliefen ihm aber auch fallweise gröbere Fehler, die seinem Leistungspotenzial nicht entsprachen.
Seinen ersten Titel konnte er 1932 feiern, als die Blau-Weißen gegen den Ferencvárosi FC mit einem 4:3 im Wiederholungsspiel den Cupsieg holten. In der Meisterschaft sollte es aber lange Zeit nur für Plätze zwischen zwei und vier reichen und so dauerte es bis zur Saison 1935/36, ehe die Blau-Weißen unter der Führung des Trainers Alfréd Schaffer einen Meistertitel holten. Mit nur 21 Gegentoren in 26 Spielen war die Abwehr aus Szabó, Gyula Mándi und Sándor Bíró die stärkste der Liga. Im nächsten Jahr folgte ein weiterer Meistertitel.
Nachdem die Hungária 1940 vom Horthy-Regime aufgelöst worden war, wechselte Szabó zunächst zum Weisz Manfréd FC Csepel und war danach noch für den Lampart FC und den Szentlőrinci AC tätig.
1956 verließ er Ungarn und starb zwei Jahre später in der BRD.

## Nationalmannschaft
Sein erstes Spiel im Tor der Nationalmannschaft absolvierte Szabó im März 1932 bei einem 3:1 gegen die Tschechoslowakei. Schon bei seinem zweiten Einsatz wenige Wochen später musste er eine der schwersten Niederlagen seiner Karriere einstecken, als die Ungarn auf der Hohen Warte vom österreichischen Wunderteam mit 8:2 geschlagen wurden. Szabó wurde danach für einige Spiele von József Háda abgelöst, der während der 1930er-Jahre sein schärfster Konkurrent um den Posten des ungarischen Nationaltormannes wurde.
Szabó konnte sich danach wieder einen Stammplatz erobern und stand auch bei der Weltmeisterschaft 1934 im Tor. Dort erreichte man mit einem 4:2 gegen Ägypten das Viertelfinale, wo jedoch gegen Österreich das Aus kam.
Vier Jahre später stand beim Turnier in Frankreich zunächst Háda beim ersten Spiel im Tor, ab dem Viertelfinale vertraute die Mannschaftsführung jedoch wieder Szabó. Durch Siege über die Schweiz und Schweden erreichte die Mannschaft das Finale. Dort unterlag man den Italienern mit 2:4, wobei Szabó nicht seinen besten Tag hatte. Er wurde später zitiert, dass er zumindest den italienischen Spielern das Leben gerettet hätte, da diese vor dem Spiel ein Telegramm von Benito Mussolini erhalten hatten, welches „Sieg oder Tod“ forderte.
Der Tormann spielte noch bis Juni 1939 im Nationalteam und beendete seine Karriere nach 42 Einsätzen für sein Land. Erstaunlich ist, dass er dabei gerade einmal vier Spiele ohne Gegentreffer absolvierte.

## Erfolge
- Vizeweltmeister 1938
- 2× ungarischer Meister: 1936, 1937
- 1× ungarischer Cupsieger: 1932
- 42 Spiele für die ungarische Fußballnationalmannschaft: 1932–1939